# Радіус інерції перерізу
Ра́діус іне́рції пере́різу — геометрична характеристика перерізу, що пов'язує момент інерції фігури J з її площею A наступними формулами:
{\displaystyle J_{y}=i_{y}^{2}A}
{\displaystyle J_{z}=i_{z}^{2}A}
Звідси, формула радіуса інерції:
{\displaystyle i_{y}={\sqrt[{}]{\frac {J_{y}}{A}}}}
{\displaystyle i_{z}={\sqrt[{}]{\frac {J_{z}}{A}}}}
У опорі стрижнів подовжньому згину (до втрати стійкості) основну роль грає гнучкість стрижня, тобто величина  відношення розрахункової довжини стрижня до найменшого радіуса інерції перерізу. Таким чином, велику економічність матимуть ті перерізи, у яких найменший радіус інерції дорівнює найбільшому, тобто перерізи у яких всі центральні моменти інерції однакові, а еліпс інерції перетворюється у коло.
Одиниця вимірювання (система SI) — м (метр). У будівельній літературі частіше записується в міліметрах або сантиметрах, з огляду на невеликі значення на практиці.
Якщо моменти інерції {\displaystyle J_{y}} та {\displaystyle J_{z}} є головними моментами інерції, то {\displaystyle i_{y}} і {\displaystyle i_{z}} — також є головними радіусами інерції.
В окремій літературі радіус інерції може позначатися як {\displaystyle r}.